# Yoni Wolf
Jonathan Avram "Yoni" Wolf (30 de abril de 1979) es un músico estadounidense de rap alternativo e indie rock y cofundador del sello discográfico Anticon.
Desde el 1997 hasta el 2004, Wolf realizó música bajo el nombre artístico Why?. En 2004 transfirió ese nombre a su banda recién fundada. A partir de entonces, ha sido acreditado por su trabajo en solitario como Yoni Wolf.
Antes de la fundación de la banda Why? en 2004, Wolf también había sido miembro de muchos otros grupos, incluidos Greenthink, Clouddead, Reaching Quiet and Hymie's Basement.

## Historia
Wolf nació Cincinnati, Ohio de una familia mesíanica. Antes de su primer año en la escuela secundaria, descubrió un viejo 4 pistas en la sinagoga de su padre y comenzó a experimentar musicalmente. Sus incursiones en el rap, tambores y poesía siguieron.
En 1997, mientras asistía a la escuela de arte en la Universidad de Cincinnati, Wolf conoció a su compañero Adam Drucker, alias Doseone. Junto con Doseone, el Dr. Dibbs y su hermano Josiah Wolf, formó el grupo de improvisación en vivo Apogee. La asociación de Wolf y Doseone continuó durante muchos años bajo muchas formas.
En 1998 el dúo lanzó el álbum It's Not Easy Being... bajo el nombre Greenthink. En 1999, con una amplia lista de invitados destacados, lanzaron el segundo disco de Greenthink, Blindfold, después de lo cual se expandieron a un trío con la adición del productor Odd Nosdam y adoptaron el nombre Clouddead. En el mismo año Wolf lanzó su primer álbum en solitario bajo el nombre Why?, titulado Part Time People Cage... or Part Time Key?.
A partir de 2000, Clouddead lanzó una serie de seis vinilos de 10 "en Mush Records. En 2001, estos singles fueron compilados en CD y lanzados como el álbum debut homónimo del grupo.
Tras el lanzamiento de su álbum Oaklandazulasylum en 2003, Wolf reclutó a Josiah Wolf en la batería, Matt Meldon en la guitarra y Doug McDiarmid como multiinstrumentista. Wolf decidió transferir su alias a la nueva banda, y Why? se formó oficialmente.
En 2005, Why? lanzó su álbum debut Elephant Eyelash. El álbum se desvió considerablemente del sonido del anterior trabajo solista de Wolf. El grupo realizó una gira en gran parte del 2005 en apoyo del álbum como un cuarteto. Sin embargo, durante su gira de mayo de 2006 con Islands, el grupo se había convertido en un trío, ya que Meldon se mudó a una isla en la costa de Seattle para vivir con su novia.
Para su segundo álbum Alopecia, Why? les pidió a sus fanáticos que contribuyeran con fotografías de sus palmas para el material gráfico del álbum. Lanzaron "The Hollows" como primer sencillo, con dos versiones diferentes en Europa y Estados Unidos, presentando remixes y versiones de Boards of Canada, Xiu Xiu, Dntel, Half-handed Cloud, Dump y Islands. Alopecia se lanzó en 2008 con críticass muy positivas.
En 2009, Why? lanzó su tercer álbum Eskimo Snow. Las diez canciones del álbum fueron grabadas durante las sesiones de Alopecia y Wolf lo describe como "lo menos hip-hop de cualquier cosa en la que haya estado involucrado"
El 27 de junio de 2012, la banda anunció a través de Stereogum que lanzarían su nuevo EP Sod in the Seed el 13 de agosto en City Slang. En el mismo artículo, estrenaron la canción principal. La canción es más optimista que cualquiera de las pistas en Eskimo Snow y contiene rap, que había estado ausente en el álbum anterior.
La banda lanzó su cuarto álbum, Mumps, Etc. el 9 de octubre de 2012.
Lobo padece la enfermedad de Crohn y muchas de sus letras describen sus esfuerzos por sobrellevar la enfermedad.

## Colaboraciones
Wolf ha producido pistas para otros MC. Produjo varias canciones para el álbum de su compañero cofundador de Anticon, Pedestrian, Volume One: UnIndian Songs en 2005. También produjo varias canciones para el álbum de Serengeti, Family and Friends, además de proporcionar voces de respaldo, en 2011.
Wolf ha lanzado muchos álbumes como miembro de grupos como Reaching Quiet, Hymie's Basement, Miss Ohio's Nameless y Object Beings. Ha colaborado con Doseone, Odd Nosdam, Fog, entre otros.

## Discografía

### Álbumes
Solo
- Part Time People Cage... or Part Time Key? (1999) (como Why?)
- Oaklandazulasylum (2003) (como Why?)

Why?
- Elephant Eyelash (2005)
- Alopecia (2008)
- Eskimo Snow (2009)
- Mumps, Etc. (2012)
- Moh Lhean (2017)

Clouddead (Yoni Wolf con Doseone & Odd Nosdam)
- Clouddead (2001)
- Ten (2004)

Greenthink (Yoni Wolf con Doseone)
- It's Not Easy Being... (1998)
- Blindfold (1999)

Otras collaborations
- Object Beings (2001) (con Doseone & Pedestrian, como Object Beings)
- Cold House (2001) (disco del grupo Hood)
- In the Shadow of the Living Room (2002) (con Odd Nosdam, como Reaching Quiet)
- Hymie's Basement (2003) (con Andrew Broder, como Hymie's Basement)
- Divorcee (2014) (con Anna Stewart, como Divorcee)
- Testarossa (2016) (con Serengeti)